# Heliopora coerulea
Heliopora coerulea är en korallart som först beskrevs av Peter Simon Pallas 1766.  Heliopora coerulea ingår i släktet Heliopora och familjen Helioporidae. IUCN kategoriserar arten globalt som sårbar. Inga underarter finns listade i Catalogue of Life.

## Bildgalleri

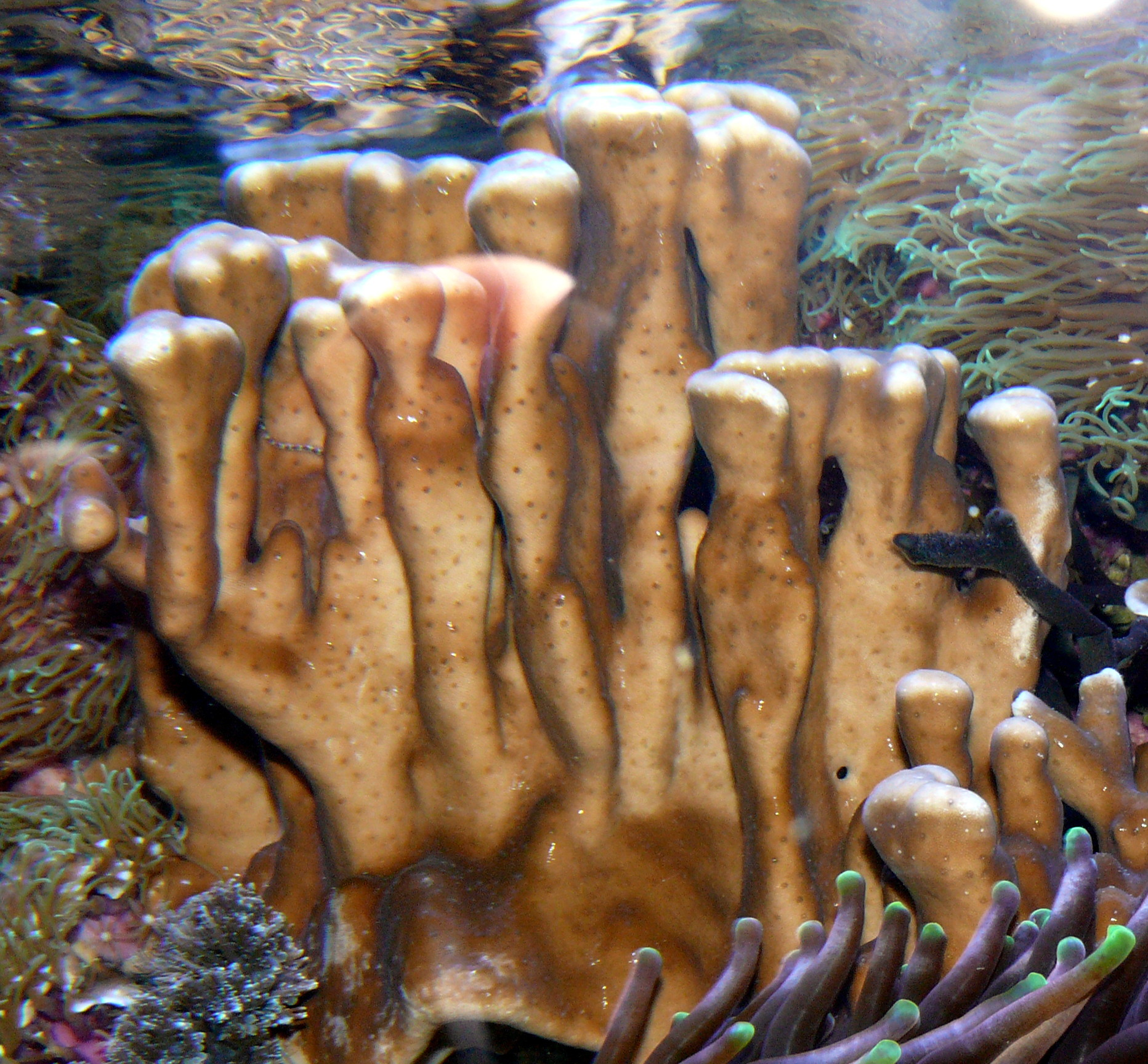